# Nemescsói Tamás
Nemescsói Tamás (Budapest, 1944. január 8. – 2016. december 19.) Balázs Béla-díjas (2002) operatőr, egyetemi tanár. Híres felmenője apai ágon Nemescsói Török Ignác aradi vértanú; anyai ágon pedig Badal János operatőr. A Színház- és Filmművészeti Főiskola tanára volt.

## Életpályája
Szülei: Nemescsói Andor és Badál Paulina. 1950-1958 között a Németvölgyi úti Általános Iskola diákja volt. 1958-1962 között a Táncsics Mihály Gimnáziumban tanult. 1962-1993 között a MAFILM világosítója, segédoperatőre és operatőre volt. 1970-1974 között a Színház- és Filmművészeti Főiskola film- és televízió operatőr szakos hallgatója volt. 1973-ban Szakonyi Károly operatőre volt. 1974-től operatőrként dolgozik. 1994-től önálló operatőr.
A Magyar Televíziónak, a Duna Televíziónak és más stúdióknak dolgozik.

## Filmjei
| - A transzport (1981) - Házasság szabadnappal (1984) - Menni vagy nem menni? - A sánta dervis (Baranyai Lászlóval) - Ünnepekről való beszélgetés - Rondó - Roma Magazin - Petőfi gobelin - Múzeumi barangolás Bécsben - Mennyből az angyal - Lézerfények a reneszánsz csarnokban - Főtér - Együtt - A gepida királyok aranykincsei - Francia tanya (1972) - Egy ember és a többiek (1973) - Mesélő cégtáblák (1993) - Pillanatok a Hatvany-gyűjtemény történetéből (1994) - Látványtár-ház (1995) - Tükör (1999) - Afrika nyugati gallérján (2006) - Svájc vonatablakból (2007) | - Bagóhegy boszorkánya - Barangolás Zalában - Szegedi Szabadtéri Játékok - Tél - Magyarország gyógyfürdői - Magyar rapszódia - És csupa alázat - Elrabolt műkincsek nyomában - Váltóellenőrzés - Utasainkat meg kell nyerni - Ezer év száz percben - Ünnepi forgalom (1982) - MÁV 2000 (1992) - A létezés egy magasabb szintjén (1993) - Etus néni (1997) - Mátrai múzsa (1998) - Jósvafői capriccio (2001) - Özönvíz (2002) - Gyömrői gyilkosságok (2002) - R. B. kapitány - Radics Béla emlékére (2003) - A szellem filozófusa (2010) - Péter Vladimir - Wladis, ötvösművész portréja - A jövő fénye - Szeretem az embereket (1996) - Színészportrék (1997) - Inkább fájjon! (1998) - Galgóczi Erzsébet |